# Trans-Afrikaanse weg 3
De Trans-Afrikaanse weg 3 (Engels: Trans-African Highway 3) is volgens het Trans-Afrikaanse wegennetwerk de route tussen Tripoli en Kaapstad. De route doorkruist het Afrikaanse continent van noord naar zuid en heeft een lengte van 10.808 kilometer. Grote delen van de route zijn echter niet geasfalteerd.
Het deel van de route door de Centraal-Afrikaanse Republiek en het noorden van Congo-Brazzaville bestaat nog niet waardoor de route praktisch uit twee aparte delen bestaat. Er is wel een alternatieve route voorgesteld, die via Yaoundé in Kameroen en Lambaréné in Gabon loopt.
De route loopt door Lybië, Tsjaad, Kameroen, Centraal Afrikaanse Republiek, Congo-Brazzaville, Congo-Kinshasa, Angola, Namibia en Zuid-Afrika. Oorspronkelijk was Zuid-Afrika vanwege de apartheid niet bij de route inbegrepen, maar nu erkent men dat de weg ook door dit land loopt.

## Nationale wegnummers
De Trans-Afrikaanse weg 3 loopt over de volgende nationale wegnummers, van noord naar zuid:
| Nummer                        | Tracé                                         |
| Libië                         | Libië                                         |
| ----------------------------- | --------------------------------------------- |
| Geen wegnummering             |                                               |
| Tsjaad                        |                                               |
| Geen wegnummering             |                                               |
| Kameroen                      |                                               |
| N1                            | Tsjaad - Garoua Boulai                        |
| ?                             | Garoua Boulai - Centraal-Afrikaanse Republiek |
| Centraal-Afrikaanse Republiek |                                               |
| RN3                           | Kameroen - Baoro                              |
| ?                             | Baoro - Congo-Brazzaville                     |
| Congo-Brazzaville             |                                               |
| N2                            | Centraal-Afrikaanse Republiek - Brazzaville   |
| Congo-Kinshasa                |                                               |
| N1                            | Kinshasa - Songololo                          |
| ?                             | Songololo - Angola                            |
| Angola                        |                                               |
| N120                          | Congo-Kinshasa - Cuima                        |
| N354                          | Cuima - Cacula                                |
| N105                          | Cacula - Xangongo                             |
| ?                             | Xangongo - Ondjiva                            |
| N120                          | Ondjiva - Namibië                             |
| Namibië                       |                                               |
| B1                            | Angola - Zuid-Afrika                          |
| Zuid-Afrika                   |                                               |
| N7                            | Namibië - Kaapstad                            |

1 · 
2 · 
3 · 
4 · 
5 · 
6 · 
7 · 
8 · 
9